# Heldenstein
Heldenstein er en kommune i Landkreis Mühldorf am Inn i den østlige del af regierungsbezirk Oberbayern i den tyske delstat Bayern. Den er hjemsted for Verwaltungsgemeinschaft Heldenstein.

## Geografi
Heldenstein ligger i region Sydøstoberbayern i Bayerisches Alpenvorland mellem floderne Isen og Inn omkring 13 km vest for landkreisens administrationsby Mühldorf, 20 km øst for Dorfen og 67 km fra delstatshovedstaden München.
Landsbyen Weidenbach ligger ved jernbanelinjen München–Mühldorf.

### Inddeling
Ud over Heldenstein ligger i kommunen følgende landsbyer og bebyggelser:
- Lauterbach
- Weidenbach
- Haigerloh
- Niederheldenstein
- Harting

### Nabokommuner
- Waldkraiburg
- Rattenkirchen
- Obertaufkirchen
- Oberbergkirchen
- Ampfing